# Strategische ambiguïteit
Strategische ambiguïteit is het beleid van een regering of politieke groepering die opzettelijk dubbelzinnig is over bepaalde aspecten van haar (buitenlandse) politiek of militaire strategie. Dit kan nuttig zijn als het land of de groepering conflicterende buitenlandse en binnenlandse beleidsdoelstellingen heeft, of als het de onzekerheid beschouwt als een afschrikkingsstrategie. Zo'n beleid houdt echter ook risico’s in omdat het kan leiden tot een verkeerde interpretatie van de bedoelingen, wat onverwachte acties van de tegenpartij kan uitlokken. 

## Historiek
Het concept werd al in de oudheid getheoretiseerd door de Chinese generaal Sun Tzu, die in zijn boek De kunst van het oorlogvoeren stelt dat het doel van oorlog is om de vijand tot opgave te dwingen, zo mogelijk zelfs zonder te vechten, door middel van listen, spionage, grote mobiliteit en aanpassing aan de strategie van de tegenstander. De vaagheid rond de aard van de reactie op een militaire aanval blijft dus een basisregel in deze afschrikkingsdoctrine. 
Lord Palmerston, een 19e-eeuwse Britse minister van Buitenlandse Zaken, verwoordde de ambiguïteit in de internationale politiek als volgt in een speech voor het parlement op 1 maart 1848: “We hebben geen eeuwige bondgenoten en we hebben geen eeuwige vijanden. Alleen onze belangen zijn eeuwig en permanent, en het is onze plicht die te verzekeren.”
Vanaf het midden van de 20e eeuw kreeg het concept een nieuwe dimensie met de ontwikkeling van de atoombom door verschillende grote militaire machten. 
Bekende voorbeelden van strategische ambiguïteit zijn het nucleaire beleid van Israël en de relaties VS-Taiwan-China.